# Hadena alba
Hadena alba là một loài bướm đêm trong họ Noctuidae.